# Lilium brevistylum
Lilium brevistylum ist eine Pflanzenart aus der Gattung der Lilien (Lilium) in der Asiatischen Sektion innerhalb der Familie der Liliengewächse (Liliaceae).

## Beschreibung
Lilium brevistylum ist eine mehrjährige, krautige Pflanze und erreicht eine Wuchshöhe zwischen 20 und 35 Zentimetern. Die violette Zwiebel ist länglich-rund mit einem Durchmesser zwischen 1,5 und 2 Zentimetern, die Schuppen sind lanzettlich, zwischen 2 und 3 Zentimetern lang und 5 bis 7 Millimeter breit. Der Stängel ist haarlos, die verteilt stehenden linearen oder schmal lanzettlichen Blätter sind zwischen 3 und 5 Zentimetern lang und 2 bis 5 Millimeter breit.
Im Juni blüht die Art mit nickenden, glockenförmigen Einzelblüten. Die elliptisch-lanzettförmigen, 2 bis 2,2 Zentimeter langen und 5 bis 8 Millimeter breiten Blütenhüllblätter sind gelb, blasspurpurn überhaucht und im weiteren Verlauf purpurn gefleckt. Die äußeren Blütenhüllblätter sind etwas schmaler als die inneren.
Die kurzen Staubblätter sind gebogen, die unbehaarten Staubfäden 8 bis 10 Millimeter, die Staubbeutel 4 bis 5 Millimeter lang. Der Fruchtknoten ist rund 1 Zentimeter lang und 4 Millimeter breit, der Griffel ist mit einer Länge von nur einem Millimeter von charakteristischer Kürze und stand Pate für das Epitheton der Art (brevistylum = „kurzgrifflig“).

## Verbreitung
Die Art ist endemisch im Kreis Zayü im Südosten Xizangs in der Volksrepublik China. Sie wächst dort in Höhenlagen um 4300 m an Waldrändern.

## Taxonomie
Lilium brevistylum wurde 1980 von Liang, Sung Yun (* 1935) als Varietät Lilium nanum var. brevistylum erstbeschrieben. Sie wurde 1986 von ihm als eigene Art Lilium brevistylum (S.Yun Liang) S.Yun Liang in Acta Botanica Yunnanica Band 8, Teil 1, Seite 52 eingestuft.